# 18152 Heidimanning
18152 Heidimanning este un asteroid din centura principală de asteroizi.

## Descriere
18152 Heidimanning este un asteroid din centura principală de asteroizi. A fost descoperit pe 29 iulie 2000 la Stația Anderson Mesa în cadrul programului LONEOS. Asteroidul prezintă o orbită caracterizată de o semiaxă mare de 3,05 ua, o excentricitate de 0,06 și o înclinație de 9,3° în raport cu ecliptica.